# Podame
Podame ist eine Gemeinde (Freguesia) im nordportugiesischen Kreis Monção.

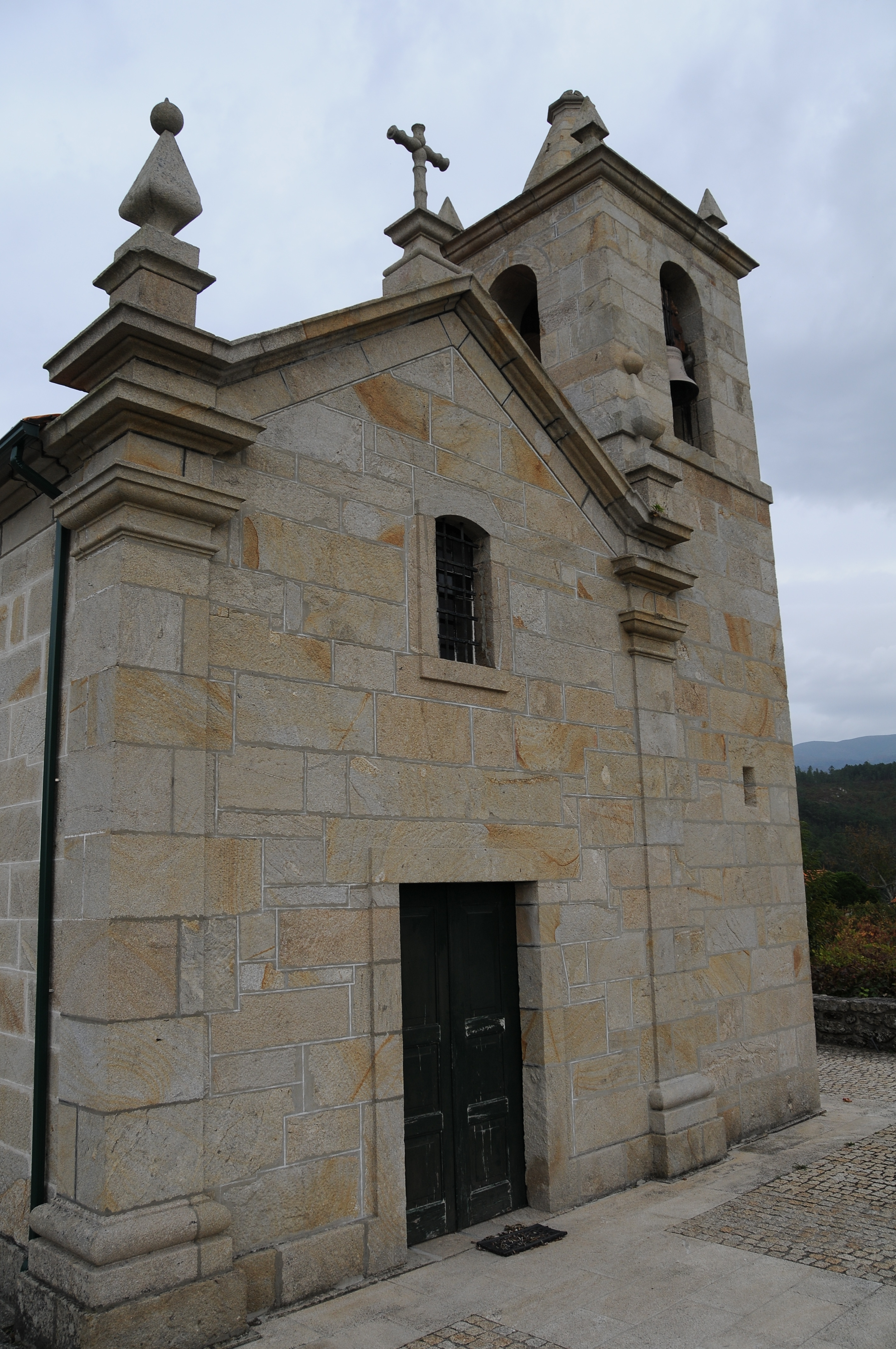
Kirche von Podame

 In ihr leben 265 Einwohner (Stand 19. April 2021).